# Route européenne 58
Pour les articles homonymes, voir E58 et Route 58.
La route européenne 58 (E58) est une route reliant Vienne à Rostov-sur-le-Don.
Vienne – Bratislava – Zvolen – Košice – Oujhorod – Moukatchevo – Halmeu – Baia Mare - Dej - Bistriţa - Vatra Dornei - Suceava – Botoşani - Târgu Frumos - Iaşi – Leucheni – Chişinău – Odessa – Mykolaïv – Kherson - Nova Kakhovka – Melitopol – Taganrog – Rostov-sur-le-Don.